# 圓玄學院

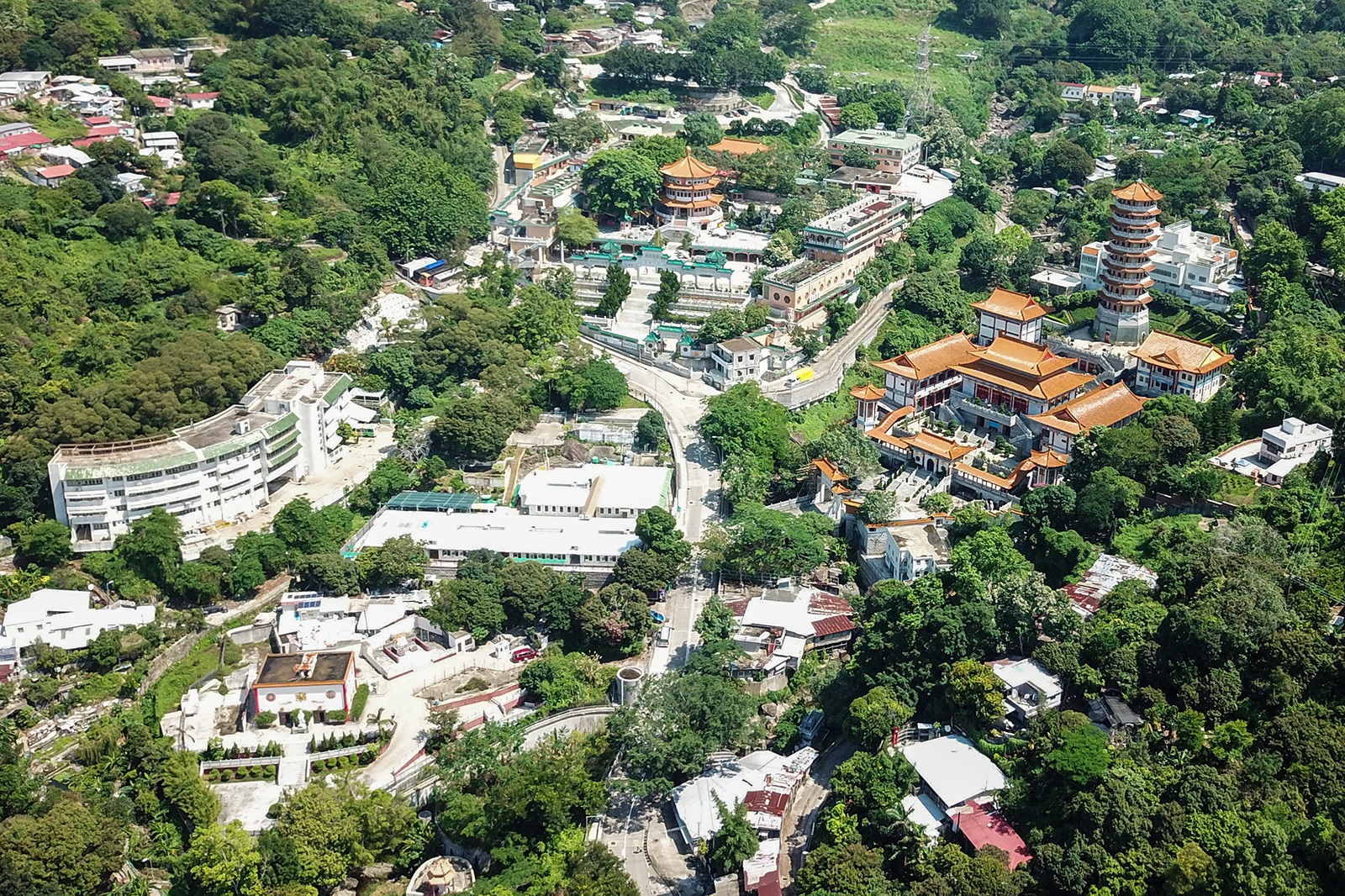
圓玄學院（左）和西方寺（右）

圓玄學院（英語：Yuen Yuen Institute），全稱九天冊立圓玄至道特級天壇，位於香港荃灣三疊潭旁的一所融合釋、道二教的壇場。1950年由謝顯通、林光慶、杜光聖、王明韻四子發起建造，後蒙 趙聿修、呂重德、楊永康諸先生大解善囊於前，及各位發起人踴躍捐輸於後，本院遂即籌劃興工。於1953年3月15日舉行開幕。圓玄學院於1956年註冊為有限公司，成為轄准免用有限公司字樣的慈善團體。其後，謝顯通在1963年辭退學院職務，在無任何條件附帶下，把圓玄地籍權送贈預圓玄學院有限公司。
創建由來：
1949年秋，呂祖師降示，命謝顯通在廣州「宏道精舍」停止鸞務，移駕香江（香港）。隔年（1950年），謝顯通竟在毫無事先通訊的情況下，於香港分別邂逅了「宏道精社」三子：林光慶、杜光聖、王明韻。隨後，此四子在佛門大德茂峰法師（即人稱「慈悲王」）的指引下，覓得龍脈聖地。天運使然，風雲際會，四子與諸位大善德楊永康、趙聿修、呂重德、陸吟舫等諸君共同發心，籌辦創立「圓玄學院」。學院最終於1953年落成，奉祀呂祖為主神，宗旨在於綜合闡釋佛教與道教之精義，使玄風再振。

在「明性堂」側的碑文，立於2021年。

在2021年，圓玄學院董事會於「明性堂」側，立一碑文詳細闡述謝顯通、林光慶、杜光聖、王明韻四子覓地和籌款經過。
創建碑文文章如下：
「圓玄學院起源於庚寅（一九五零）年春，杜光聖、謝顯通、王明韻、林光慶等，先後到港。明韻曾請示吾師，今後如何闡道。旋奉濟師(濟世聖佛)見示：「我已隨風去，一路幾逍遙。明韻將我挽，暫且作留連。汝既來之，暫亦候之。能在此間組一學院則更佳。十方功德，三界方便。處處結善緣，亦即汝之般若漸見矣。一息尚傳，行道豈容稍懈者。能如是，則道之成可待也。」吾師並囑：「汝等可發善心，從新闡道。不論境況與心情為佳為劣，祇問道之所在而行之耳。」吾等遵囑，各處訪尋，是年三月廿三日聯袂至荃灣東普陀寺，由茂峯法師領遊大帽山三叠潭。當時光慶認此地四山環繞，風景優雅。且有隨龍之水，可作叢林。計先後購買以及向政府投承之地段，合計面積共有壹拾三萬英尺。但其中所購之地，約有四萬餘尺不相連者。惟當時地主要連帶購買，始允成交。後經趙聿修、楊永康兩先生請准政府撥相連之公地以為交換。至此更為美滿，此本院奠定永久基業之關鍵也。學院之名稱，關師（關聖帝君）以諸子虔誠為釋道二門闡法宣教，欣欣而起。并云將來事成並許立為天壇，及請世尊法旨賜號，以合乎釋道二字也。復蒙濟師見示，定名為「圓玄學院」。因該院合釋道二教以同參，圓字代表佛，玄字代表道，兩教之理於此二字見之。蒙趙聿修、陸吟舫、呂重德諸先生大解善囊於前，及各位發起人踴躍捐輸於後，本院遂即籌劃興工。在此道德淪滅之時，有此見義勇為之士，使古鄒魯之遺風，復見於今日之香島，真難能可貴。故本院董事會一致推舉楊公為董事長，及趙聿修為、陸吟舫、呂重德、黃錫祺等為副董事長，楊先生等之風，有足多者。但來軫方長，一切措施、有待同人之努力，與各方善信之協勷。謹將本院緣起及籌建經過，概述如右。」
圓玄學院董事會辛丑臘月敬立。

## 架構
董事會
- 主席
  - 陳國超
- 副主席
  - 趙耀年
  - 鄧錦雄
  - 湯修齊
- 董事
  - 陳承邦
  - 張梅桂

## 園內建設

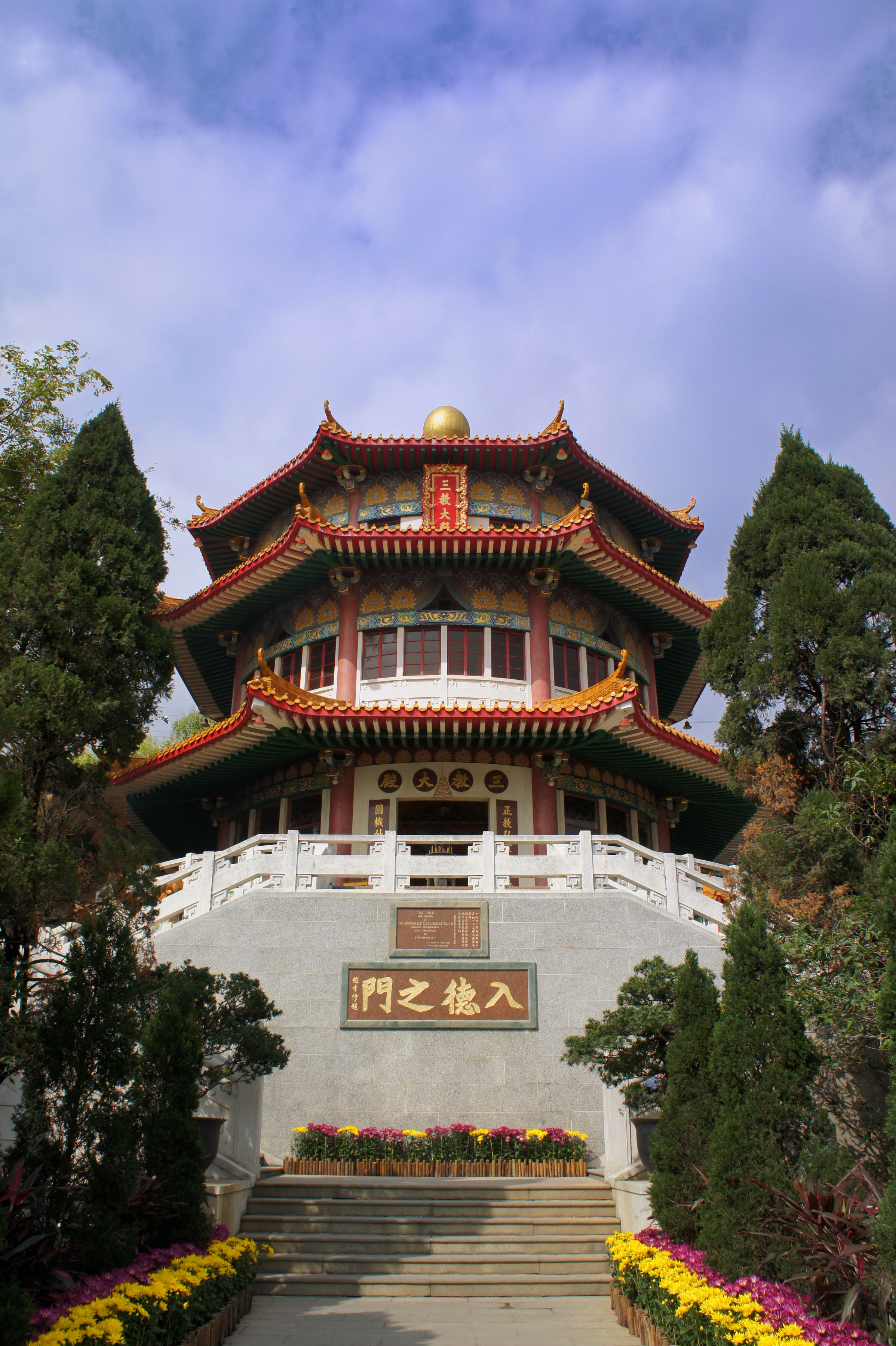
「入德之門」及「三教大殿」

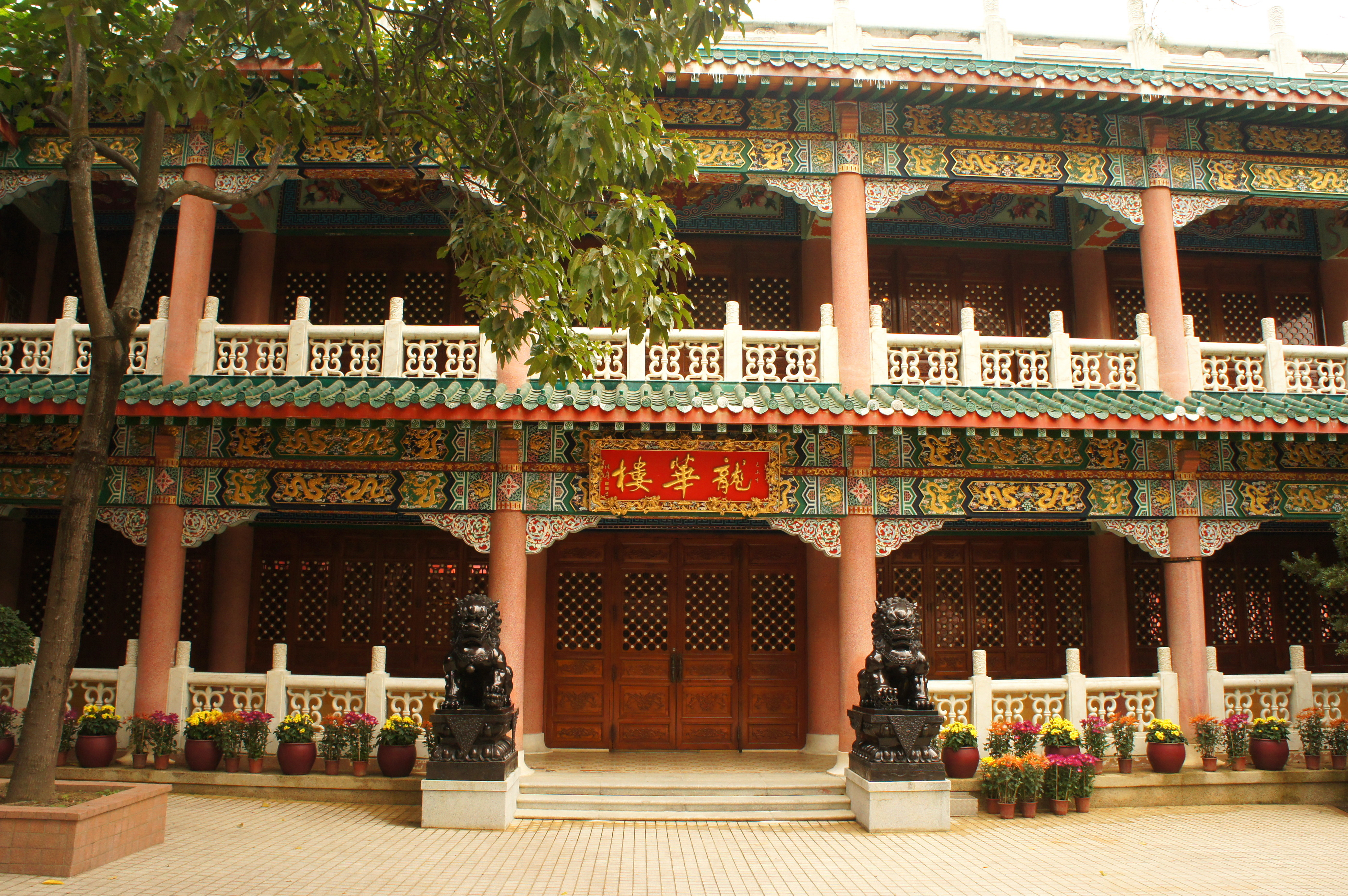
龍華樓

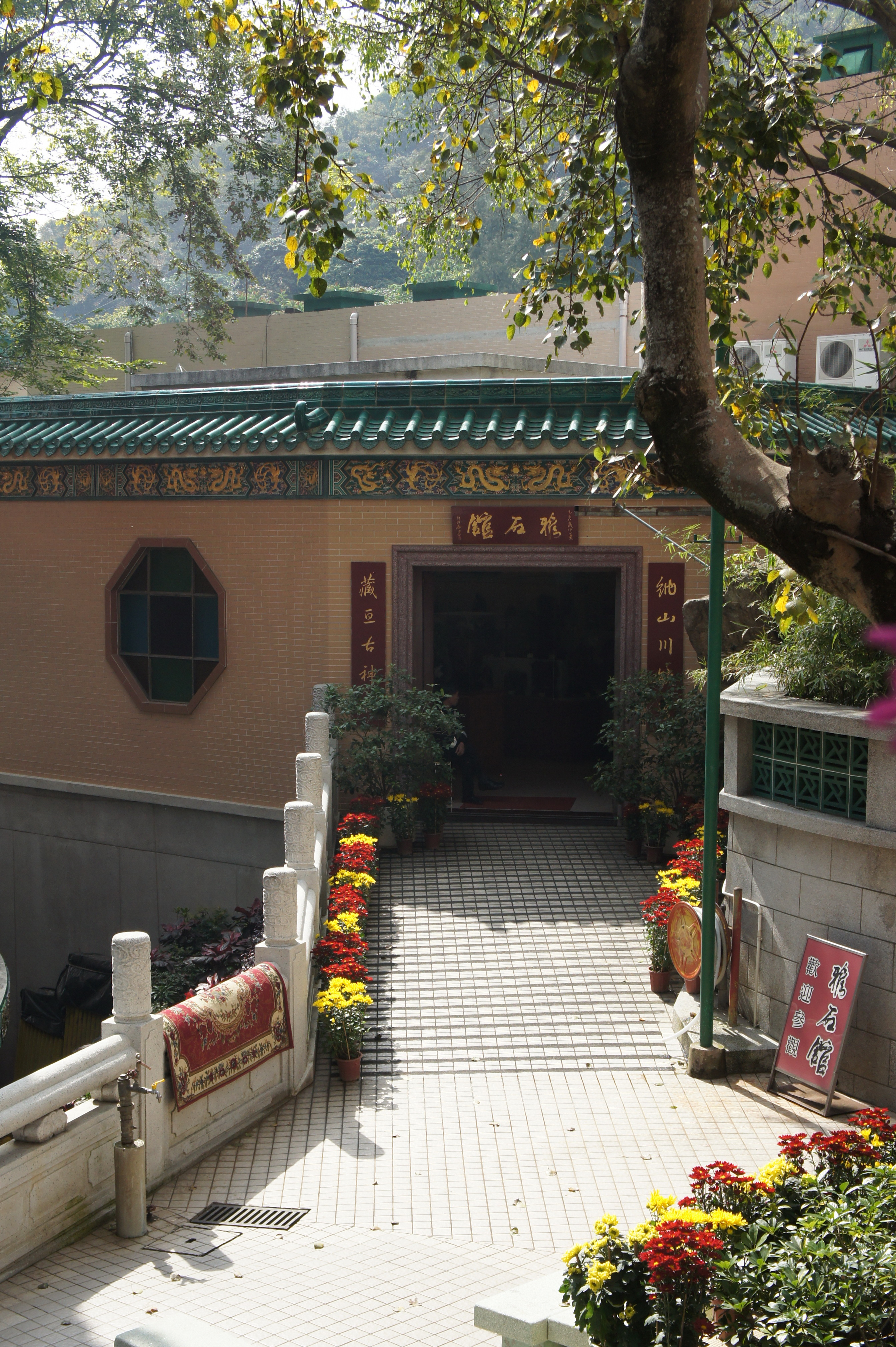
雅石館的入口

「圓玄學院」供奉儒家、佛教及道教的思想。建築香富中國風格的亭臺樓閣。
- 「三教牌坊」：中門豎立三座牌坊分別代表儒釋道三教；
- 「入德之門」：座落於三教大殿之下，取自朱子注《大學》章句「大學孔氏之遺書，而初學入德之門也。」；
- 「三教大殿」：於1971年落成，採用天壇形式建造，供奉三教始祖；
- 「元辰殿」：又稱「太歲殿」，仿照北京的白雲觀興建，供奉斗姥元君及60位太歲的像，每年農曆新年前後都吸引許多善信來參拜太歲及還願；
- 「觀音池」：池塘中央佇立高2米餘白玉淨水觀音像，觀音神像成於四川，乃仿敦煌畫稿所製；
- 「孔子銅像」：為孔教學院發起結像而建立，以誌圓玄學院金禧紀念；
- 「藏經閣」：收集儒、釋、道的研究書刊，為香港道教界最大的圖書館；
- 「雅石館」：展覽天然的奇型怪相岩石，包括酷似中國12生肖的石岩。跟新加坡及曼谷的「奇石博物館」類似。

## 社會服務

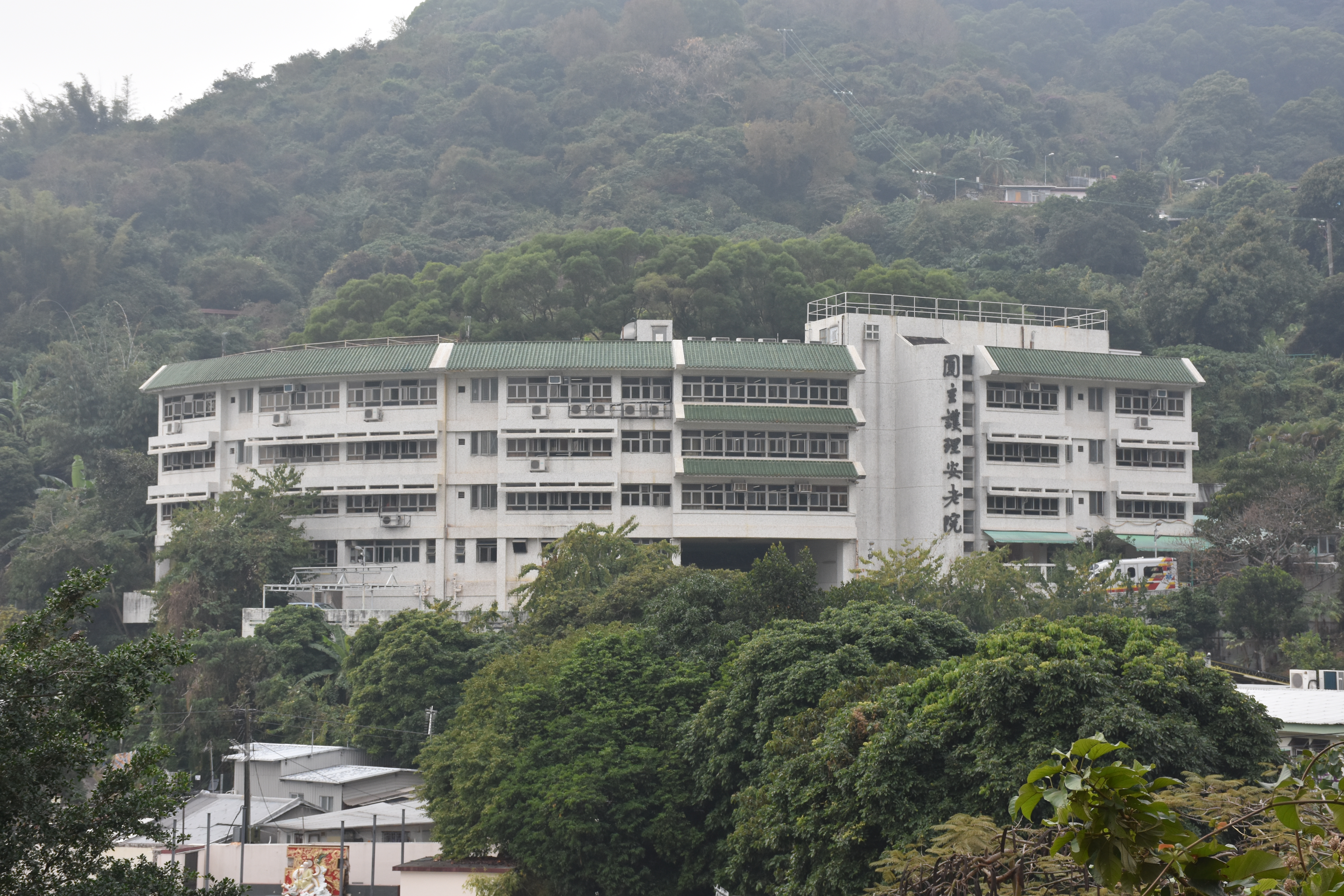
圓玄護理安老院

圓玄學院社會服務部於1974年開始為長者提供安老服務，轄下設有護理安老院、安老院、老人中心及西醫診療所等服務單位。
- 圓玄安老院
- 圓玄護理安老院
- 圓玄護養院暨長者日間護理中心（順利邨）
- 圓玄老人中心（嘉福邨）
- 圓玄老人中心（深井）

## 教育服務

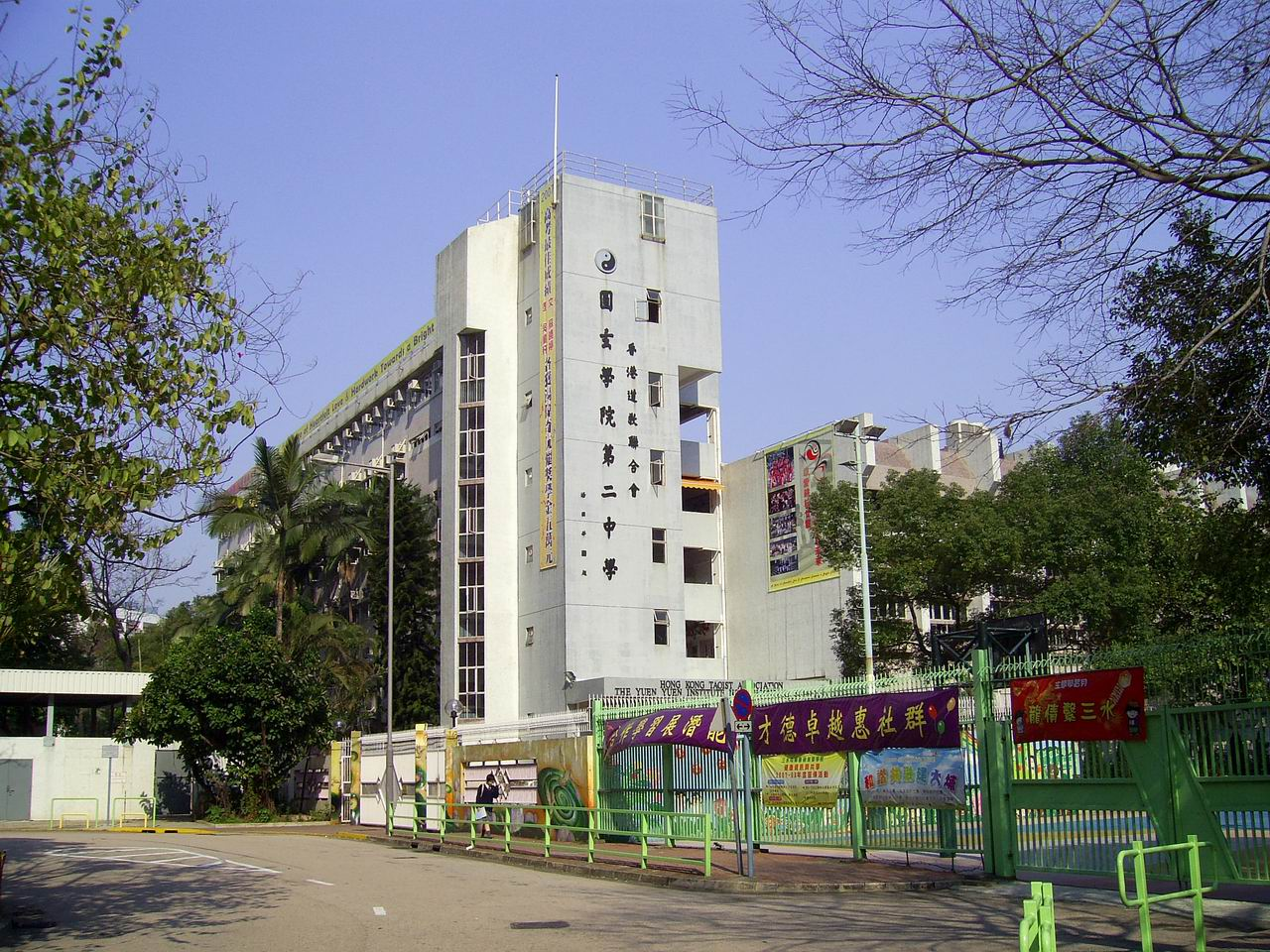
圓玄學院第二中學

圓玄學院共開設四所中學、四所小學（各有一所屬直接開辦，其餘圓玄學院有份捐建）及五所幼稚園。

### 捐建學校
- 香港道教聯合會圓玄學院第一中學
- 香港道教聯合會圓玄學院第二中學
- 香港道教聯合會圓玄學院第三中學
- 保良局香港道教聯合會圓玄小學
- 香港道教聯合會圓玄學院石圍角小學
- 香港道教聯合會圓玄學院陳呂重德紀念學校

### 直營學校
- 圓玄學院妙法寺内明陳呂重德紀念中學	（原妙法寺陳呂重德紀念中學，前身妙法寺内明書院）
- 圓玄學院陳國超興德小學（原興德學校）
- 圓玄幼稚園（石圍角）
- 圓玄幼稚園（富善）
- 圓玄幼稚園（東頭）
- 圓玄幼稚園（平田）
- 圓玄幼稚園（天逸）

## 展覽會
圓玄學院在每年春季均舉辦「圓玄盆栽雅石欣賞會」，展出優雅獨特的盆景藝術佳作、菊花及各種奇型怪相岩石供民眾觀賞。

## 社會企業
圓玄學院的素菜館頤齋已營運30多年，由2013年開始由社會企業「樂農」接手，也聘用不少聾人。他們透過慈善機構「龍耳」聘請，希望增加他們的就業機會。

## 鄰近的觀光熱點
- 西方寺佛寺
- 東普陀禪院佛寺
- 香海慈航佛寺
- 三疊潭天然溪澗